# Cedusa mesasiatica
Cedusa mesasiatica är en insektsart som först beskrevs av Dubovskii 1965.  Cedusa mesasiatica ingår i släktet Cedusa och familjen Derbidae. Inga underarter finns listade i Catalogue of Life.